# سرزنش برای یک اسب کور
سرزنش برای یک اسب کور (به پنجابی: Anhe Ghore Da Daan) فیلمی محصول سال ۲۰۱۱ و به کارگردانی گورویندر سینگ است. در این فیلم بازیگرانی همچون ساموئل جان، کولی سیدو ایفای نقش کرده‌اند.